# Arthrosphaera fusca
Arthrosphaera fusca är en mångfotingart som först beskrevs av Carl Graf Attems 1943.  Arthrosphaera fusca ingår i släktet Arthrosphaera och familjen Sphaerotheriidae. Inga underarter finns listade i Catalogue of Life.